# Sierakowski Park Krajobrazowy
Sierakowski Park Krajobrazowy – park krajobrazowy utworzony 12 sierpnia 1991 w zachodniej części ówczesnego województwa poznańskiego. Po reformie administracyjnej w Polsce, dnia 1 stycznia 1999 r. obszar znajduje się na terenie obecnego województwa wielkopolskiego.
Chroni on krajobraz polodowcowy z licznymi pagórkami morenowymi, rynnami jeziornymi dolinami rzek, wydmami oraz rozległymi kompleksami leśnymi.

## Podstawa prawna
Sierakowski Park Krajobrazowy utworzono 12 sierpnia 1991 r. zgodnie z „Rozporządzeniem Nr 6/91 Wojewody Poznańskiego (...) w sprawie: utworzenia Sierakowskiego Parku Krajobrazowego”.

## Przedmiot ochrony
Sierakowski Park Krajobrazowy usytuowany jest w północno-zachodniej części województwa wielkopolskiego, nieopodal Puszczy Noteckiej. Park utworzono na rozległych pagórkowatych terenach leśnych, z których ponad 7% stanowią jeziora i rzeki.

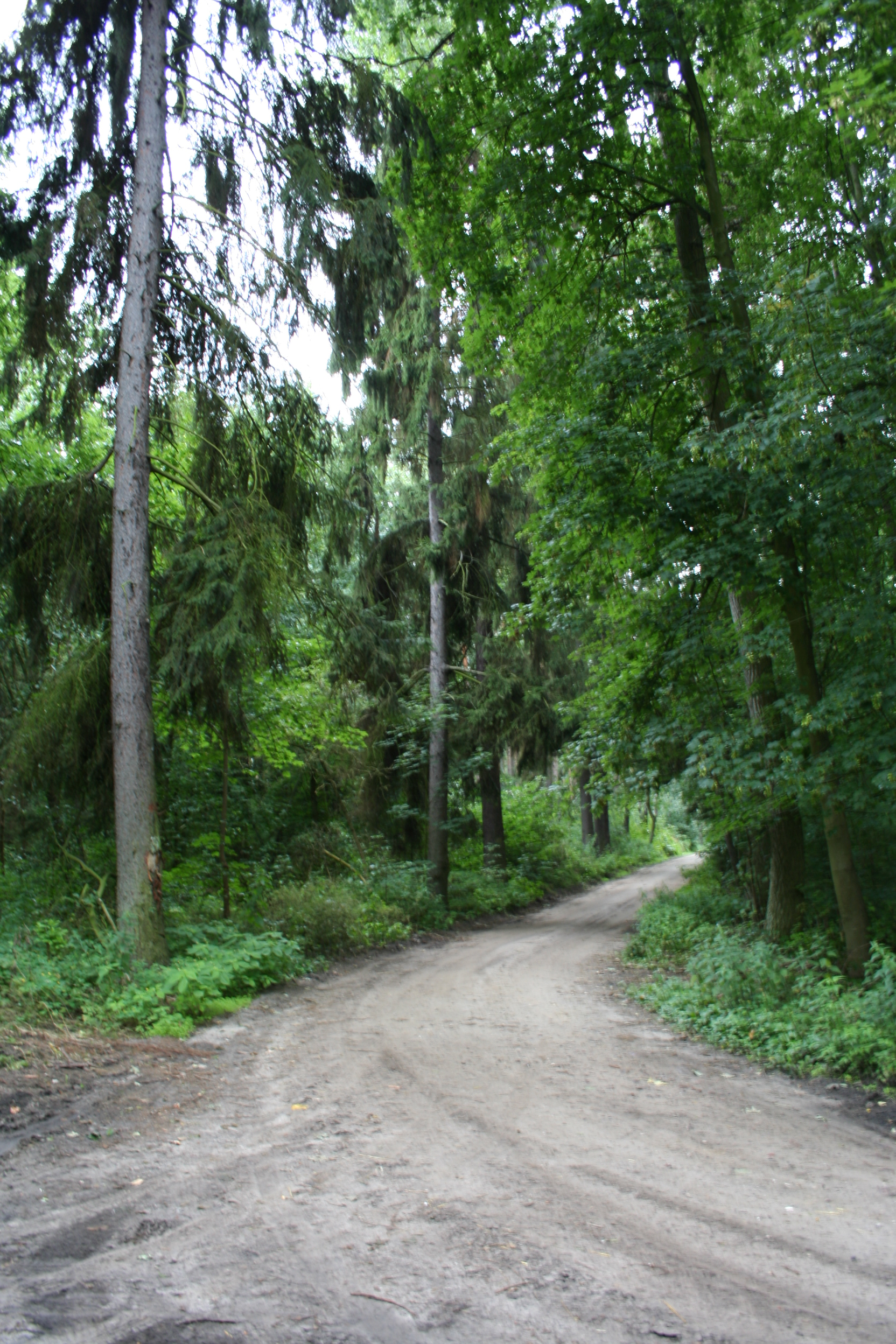
W południowej części parku, w okolicach wsi Ławica i Chalin rosną w przeważającej mierze lasy mieszane i bukowe, zlokalizowane w głębokich jarach.

Park ochrania unikatowy krajobraz polodowcowy pełen pagórków o charakterze morenowym, wydm oraz rynien jeziornych i dolin rzek. Porastają go lasy (stanowią około 1/3 terenu całej powierzchni): głównie mieszane oraz buczyny w południowej części, w północnej zaś znajduje się więcej wydm, na których usytuowały się bory sosnowe. Obie te części rozdziela płynąca przez północ parku Warta. W Parku znajdziemy jedno z najgłębszych jezior w województwie wielkopolskim: Jezioro Śremskie. Jego głębokość sięga do 45 m, przez co stanowi ono jedyną kryptodepresję w Wielkopolsce (jego dno znajduje się 6 m poniżej poziomu morza). Na terenie całego Parku znajduje się 5 rezerwatów przyrody.

## Walory przyrodnicze parku
Stwierdzono tu 216 gatunków ptaków, w tym 165 lęgowych oraz 51 gatunków nie lęgowych i zalatujących sporadycznie. Stwierdzono tu m.in. gągoła, kanię czarna i rudą, trzmielojada, krogulca, zniczka, myszołowa, kobuza, błotniaka stawowego, rybołowa, puchacza, bielika, kormorana, bąka oraz muchołówkę białoszyją. Spotykane są tu również sarny, daniele, dziki, bóbry, wydry, piżmaki i karczowniki, poza tym występują też czaple siwe, bociany czarne oraz żurawie. Wśród flory parku, można wymienić żywca gruczołowatego, marzankę wonną, kokoryczkę wonną, bodziszka czerwonego, natomiast rzadsze rośliny, występujące w okolicy wody to: grążel żółty, grzybienie białe, czermień błotna, kłóć wiechowata. Torfowiska posiadają bogatą florę, spotkamy tu rosiczki, storczyki, kruszczyki błotne i inne rośliny. Bardzo cenne są również rzadkie gatunki mchów - relikty glacjalne.

## Położenie parku i powierzchnia
Sierakowski Park Krajobrazowy położony jest na terenie 4 gmin.
| lp.   | gmina             | powierzchnia w parku | powierzchnia w parku | powierzchnia w parku |
| lp.   | gmina             | ha                   | % powierzchni        | % powierzchni        |
| lp.   | gmina             | ha                   | parku                | gminy                |
| ----- | ----------------- | -------------------- | -------------------- | -------------------- |
| 1     | Sieraków          | 14980                | 49,26                | 73,68                |
| 2     | Chrzypsko Wielkie | 8433                 | 27,73                | 100,00               |
| 3     | Kwilcz            | 6400                 | 21,04                | 45,14                |
| 4     | Pniewy            | 600                  | 1,97                 | 3,78                 |
| razem |                   | 30413                | 100                  |                      |

Obszar parku położony jest na terenie fizycznogeograficznym: Kotliny Gorzowskiej i Pojezierza Poznańskiego.

## Użytkowanie gruntów
| Rodzaj                    | Powierzchnia | %     |
| ------------------------- | ------------ | ----- |
| Użytki rolne              | 14 245 ha    | 46,8% |
| Lasy i grunty leśne       | 9898 ha      | 32,5% |
| Wody                      | 2254 ha      | 7,4%  |
| Użytki zielone            | 1636 ha      | 5,4%  |
| Tereny zabudowane i drogi | 2380 ha      | 7,8%  |
| Razem (Σ)                 | 30413 ha     | 100%  |

### Formy ochrony przyrody

#### Rezerwaty przyrody
- 5 rezerwatów przyrody (228,84 ha)
  - Buki nad Jeziorem Lutomskim
  - Czaple Wyspy
  - Mszar nad jeziorem Mnich
  - Cegliniec
  - Bukowy Ostrów

#### ObszaryNatura 2000
Objęty został jako obszar specjalnej ochrony ptaków Puszcza Notecka PLB 300015.

#### Użytki ekologiczne
- Jaskółcza Skarpa

#### Pomniki przyrody
Zestawienie pomników przyrody na terenie gminy Sieraków wg stanu na 31.01.2016 r.:
- Dąb Józef - dąb szypułkowy, Sieraków - Marianowo w pobliżu starej wyłuszczarni nasion Leśnictwo Lichwin oddz.331i,
- dąb szypułkowy, Sieraków - park Stada Ogierów,
- platan klonolistny, Sieraków - teren parku przydworskiego w Chalinie,
- grupa 4 drzew - dąb szypułkowy, Sieraków - Stado Ogierów na wprost dworu,
- grupa 2 drzew - cyprysik nutkajski, Sieraków - Stado Ogierów na wprost dworu,
- Diabelski kamień, głaz narzutowy, Sieraków - Lutom przy czarnym szlaku turystycznym[7].

#### Punkty widokowe

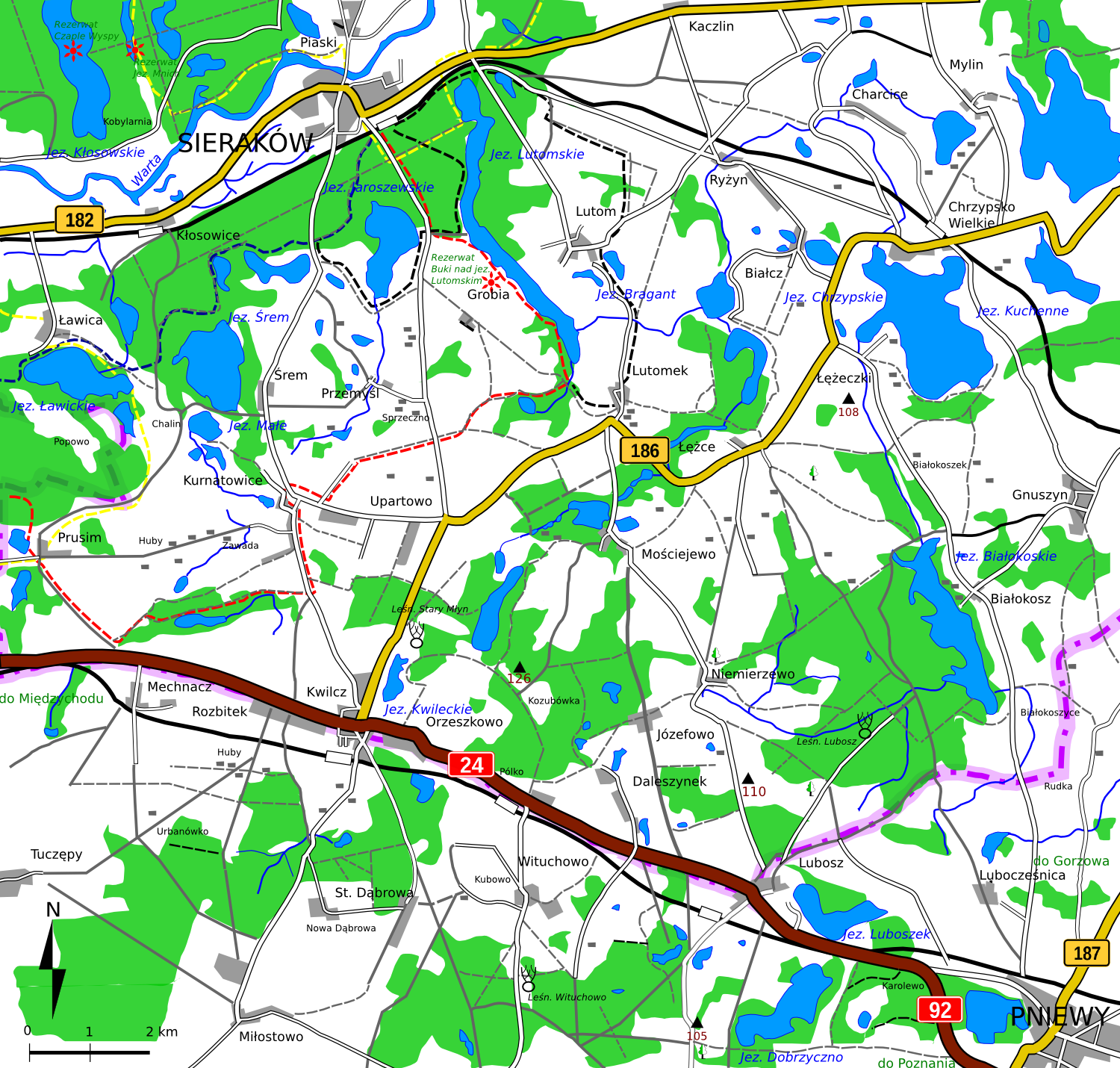
Centralna część parku

- punkt widokowy Łężeczki[8]: panorama Jez. Chrzypskiego we wsi Łężeczki,
- punkt widokowy Grobia[9] (Góra Głazów): we wsi Grobia z widokiem na Puszczę Notecką.

### Najważniejsze jeziora w parku[10]
| Nazwa        | Wysokość w m n.p.m. | Powierzchnia w ha | Głębokość maks. w m |
| ------------ | ------------------- | ----------------- | ------------------- |
| Chrzypskie   | 45                  | 304               | 15                  |
| Wielkie      | 38                  | 261               | 30                  |
| Lutomskie    | 38                  | 173               | 15                  |
| Białokoskie  | 83                  | 173               | 15                  |
| Kłosowskie   | 36                  | 138               | 14                  |
| Śremskie     | 39                  | 118               | 45                  |
| Balin        | 34                  | 103               | 3                   |
| Jaroszewskie | 38                  | 92                | 36                  |
| Ławickie     | 36                  | 90                | 17                  |
| Kubek        | 43                  | 69                | 4                   |